# Lertha bolivari
Lertha bolivari is een insect uit de familie van de Nemopteridae, die tot de orde netvleugeligen (Neuroptera) behoort. 
Lertha bolivari is voor het eerst wetenschappelijk beschreven door Navás in 1913.